# María Noelia Fierro
María Noelia Fierro (Montevideo, 20 de abril de 1934 - 22 de janeiro de 2011) foi uma pintora uruguaia.

## Biografia
Estudou desenho e pintura na Escola de Belas Artes desde 1948 a 1953 onde teve a oportunidade de ter aulas com Adolfo Pastor e Iberé Camargo.
Participou nas Bienales Uruguaias de Pinttura obtendo menções e prémios desde 1957 a 1960 e foi incluída na mostra Blanes a nuestros días em 1961. Participou em diferentes exposições individuais e colectivas em San Pablo, México e Uruguai.
Exerceu docência no Ensino Secundário e na Universidade do Trabalho.[carece de fontes?]